# Deporte base
El deporte escolar o deporte formativo es el deporte que niños y jóvenes practican con el objetivo de competir al máximo nivel cuando alcancen la adultez. Este tipo de entrenamiento y competición se puede realizar a nivel de clubes, instituciones educativas o selecciones nacionales / provinciales. Estas organizaciones, también llamadas canteras y semilleros, se dedican a formar a los aspirantes en diversos aspectos, desde las habilidades intrínsecas al deporte hasta relacionarse con otros actores (compañeros, rivales, público, jueces) y conseguir apoyo económico.
Las federaciones deportivas nacionales y locales mantienen programas de deporte base para desarrollar deportistas de mayores de manera más directa que obteniéndolos de clubes, pero también para atender situaciones sociales como exclusión y discriminación. Los clubes, en particular en deportes de pelota, desarrollan sus propios deportistas entre otros motivos para que quienes alcancen el nivel mayor compartan los ideales del equipo, para poder venderlos a otros clubes y obtener ganancias económicas, o a la inversa para evitar tener que invertir sumas gigantescas de dinero para conseguir figuras de otros clubes.
En Estados Unidos, el deporte base en los deportes más populares (béisbol, baloncesto y fútbol americano) se desarrolla casi exclusivamente en liceos y universidades. En Europa y América Latina, el fútbol y otros deportes de pelota generan sus deportistas en las divisiones formativas donde compiten clubes.